# Brachymeria molestae
Brachymeria molestae är en stekelart som beskrevs av Burks 1960. Brachymeria molestae ingår i släktet Brachymeria och familjen bredlårsteklar. Inga underarter finns listade.